# 원탁의 삼총사
원탁의 삼총사는 히어스트 엔터테인먼트 프로덕션이 제작한 TV 애니메이션 시리즈이다. 할 포스터의 원작만화 발리언트 왕자를 바탕으로 한다. 1991년 9월 3일부터 1993년 6월 25일까지 더 패밀리 채널에서 총 65화로 방영되었다.
대한민국에서는 1993년 12월 27일부터 1994년 3월 4일까지 KBS에서 방영되었다.

## 이야기
발리언트 왕자는 툴레라는 왕국의 후계자였지만 정복자 사이난에게 왕국은 멸망하고 부모, 일부 생존자와 함께 바다 건너편의 늪지대로 추방당하게 된다.

## 등장인물
- 발리언트 왕자
- 멀린
- 아서 왕
- 가와인
- 브리언트
- 앤
- 로웬